# أدريان (دوقة بليكينج)
الأميرة أدريان من السويد ودوقة بليكينج (بالسويدية: Adrienne, Prinsessa av Sverige, Hertig av Blekinge) (أدريان جوزفين أليس بيرنادوت، من مواليد 9 مارس 2018) هي الطفلة الثالثة والابنة الثانية للأميرة مادلين وكريستوفر أونيل . هي حفيدة الملك كارل السادس عشر غوستاف والملكة سيلفيا . هي العاشرة في خط الخلافة على العرش السويدي .

## الولادة
وُلدت الأميرة أدريان في 9 مارس 2018 في مستشفى دانديريد في دانديريد، السويد. تم الترحيب بولادتها بإطلاق 21 طلقة تحية في سكيبشولمن في ستوكهولم ومن نقاط إطلاق التحية في غوتنبرغ ، هارنوساند ، كارلسكرونا وبودين . في 12 مارس، تم الإعلان عن اسمها ولقبها في مجلس الولاية من قبل جدها الملك كارل السادس عشر غوستاف . أقيمت صلوات الشكر على شرفها في القصر الملكي في ستوكهولم في 12 مارس 2018.
تم تعميد أدريان في 8 يونيو 2018 في مصلى قصر دروتنينهولم، بعد خمس سنوات بالضبط من زواج والديها في 8 يونيو 2013 وبعد أربع سنوات من تعميد أختها الأميرة ليونور في 8 يونيو 2014. عرابيها هم: أنوسكا دي أوبو، كورالي تشاريول بول، نادر باناهبور، غوستاف ثوت، شارلوت كروجر سيدرلوند وناتالي فيرنر.

### الأوسمة والأنشطة

درع الأذرع

يتم مخاطبة أدريان على النحو التالي: صاحبة السمو الملكي الأميرة أدريان من السويد، دوقة بليكينج .

### التعيينات السويدية والتكريم
- وصلة=|حدود :
  - عضو في المحفل الملكي للسيرافيم (9 مارس 2018 ، قدم في 8 يونيو 2018).